# Jersey Kæmper
Jersey Kæmper er en hønserace, der stammer fra USA. Hanen vejer 5-5,9 kg og hønen vejer 3,6-4,9 kg. De lægger årligt 180 brunlige æg à 60-66 gram. Racen findes ikke i dværgform.

## Farvevariationer
- Sort
- Hvid
- Blå randtegnet